# うるか

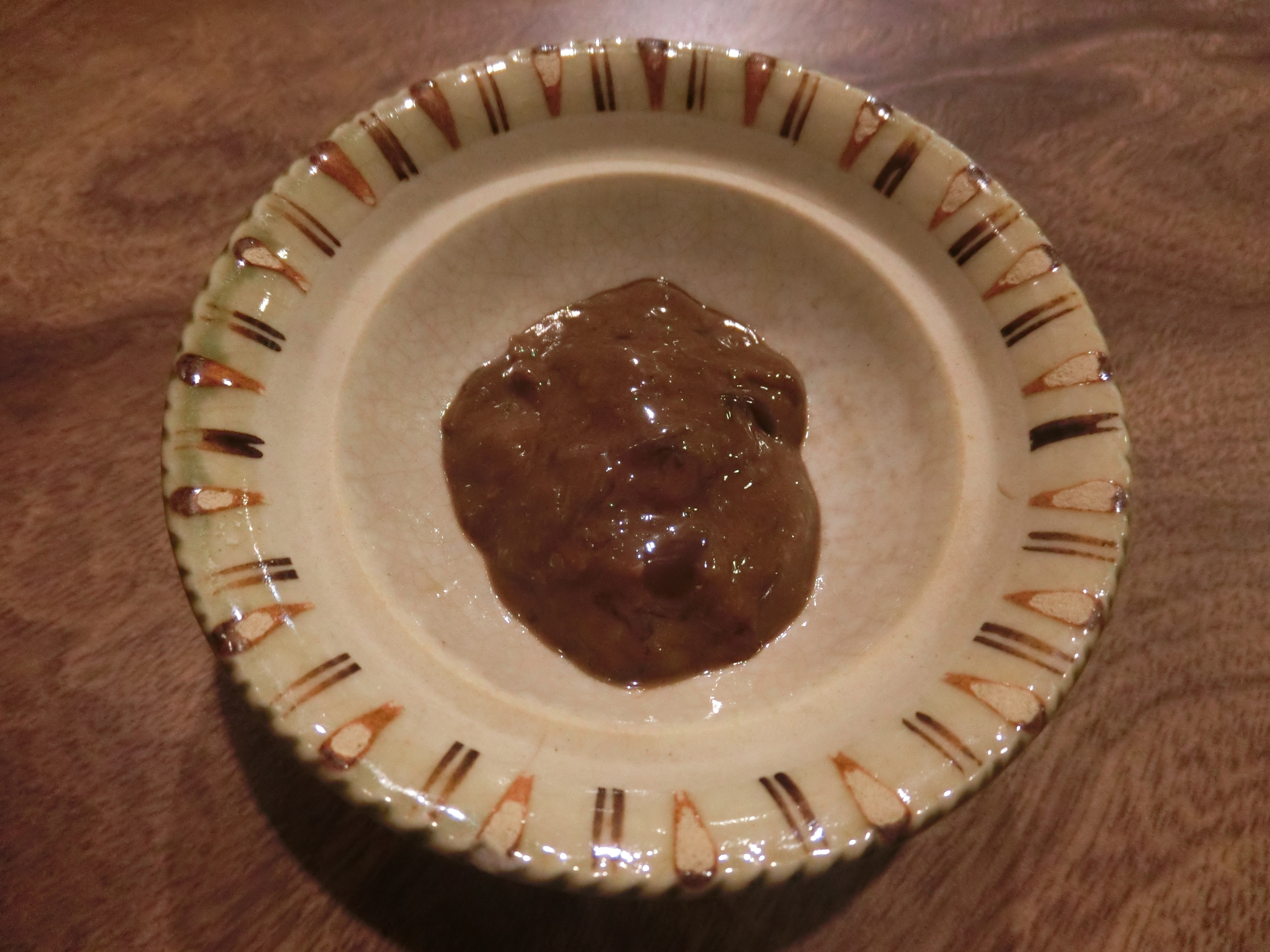
渋うるか

うるか（鱁鮧、潤香、湿香）は、アユの塩辛である。鮎うるかともいう。

## 種類
鮎の内臓のみで作る苦うるか（渋うるか、土うるか）、内臓にほぐした身を混ぜる身うるか（親うるか）、内臓に細切りした身を混ぜる切りうるか、卵巣（卵）のみを用いる子うるか（真子うるか）、精巣（白子）のみを用いる白うるか（白子うるか）などがある。
また、現在では保護野鳥として捕獲が禁止されているが、かつては岐阜県中津川市などの山岳地帯では、鳥の鶫（ツグミ）の心臓や腸を細かく切って塩蔵して発酵させた「つぐみうるか」という塩辛もあった。

## 産地
鮎が捕れる地域の名産品であり、日本全国で見られるが、岐阜県の長良川、熊本県の球磨川、島根県の高津川、大分県の三隈川、大野川のものなどが知られている。

## 作り方
身うるか
1. ひれ、うろこを取り、頭、尾びれを切り取る。内臓は残す。
2. 骨ごと細かく切り、包丁でたたいてミンチ状にする。
3. 塩を加えて、さらに擦り潰す。
4. 1日に4回ほどかき混ぜながら、1週間ほど置く[8]。

## 食べ方
酒の肴にするほか、サトイモやナスに加えて煮物にしたり、うるか汁にしたりする。